# Legio Thebaica
Legiunea tebaică (în latină Legio Thebaica) a fost, conform legendei, o unitate a armatei romane staționate în Egipt, ai cărei soldați s-au convertit la creștinism în secolul al III-lea. Soldații care au suferit martiriul sunt sărbătoriți de regulă împreună cu Sfântul Mauriciu pe 22 septembrie (calendarul romano-catolic) sau pe 27 decembrie (calendarul ortodox grec).

## Scrierea lui Eucherius de Lyon
În jurul anului 430 episcopul Eucherius de Lyon a redactat Passio Agaunensium martyrum, despre Legio Thebaica, Sfântul Mauriciu și Sfântul Ursus⁠(en)[traduceți]. Eucherius numește legiunea în scrierea sa legio militum („legiunea militară”), fără să îi localizeze garnizoana la Teba. Conform lui Eucherius soldații erau numiți Thebaei, ceea ce poate însemna în general soldați din Egipt, fapt care se potrivește cu staționarea Legio II Traiana Fortis⁠(en)[traduceți] în apropiere de Alexandria, mai apoi la Apollonopolis Magna (în prezent Edfu⁠(en)[traduceți]).

## Legenda
La sfârșitul secolului al III-lea împăratul Maximian a trimis legiunea în Galia. După ce Maximian și-a stabilit baza militară în Octodurum (azi Martigny), ar fi cerut soldaților să aducă jertfe zeităților romane. Mauritius și legiunea sa au refuzat și au staționat în Agaunum (azi St. Maurice d’Agaune). După ce au fost mai întâi decimați, soldații legiunii tebane au fost în cele din urmă executați cu toții, împreună cu Sfântul Mauriciu (Saint Maurice).

## Istoricitate
Sâmburele istoric al legendei despre Legio Thebaica îl poate constitui mutarea unor părți din Legio II Traiana fortis⁠(en)[traduceți] din Egipt în Galia. Începând cu anul 303, în timpul persecuției creștinilor sub Dioclețian, cele mai sângeroase represalii au avut loc în Egipt, unde ponderea acestora era cea mai însemnată.